# Pšent
| S5 |

| S5 |

Koruna pšent

Pšent či sechemtej (egyptsky „Dvě mocné“) je označení pro faraonskou korunu, která vznikla spojením červené koruny Dolního a bílé koruny Horního Egypta. Začala se používat kolem roku 3000 př. n. l., kdy došlo ke sjednocení Egypta, a měla symbolizovat jednotu obou zemí.
Za sjednotitele Egypta je považován mytický Meni (ztotožňován s historicky doloženým Narmerem), který je na své paletě zobrazen na jedné straně s hornoegyptskou a na druhé straně s dolnoegyptskou korunou. Dalším kandidátem na sjednotitele je jeho nástupce Hor-Aha, který je zakladatelem prvního hlavního města sjednocené země, Mennoferu.